# Socialismo Democrático
Socialismo Democrático (deutsch Demokratischer Sozialismus) ist eine chilenische Mitte-Links-Koalition, die 2021 von der Sozialistischen Partei, der Partei für Demokratie, der Radikalen Partei, der Liberalen Partei und der Plattform New Deal gegründet wurde.
Der Pakt entstand nach der faktischen Auflösung des Nuevo Pacto Social und schloss die Christlich-Demokratische Partei nicht ein, was das Ende des seit 1990 bestehenden historischen Bündnisses zwischen Sozialismus und Christdemokratie bedeutete.
Die im Bündnis verbundenen Parteien bildeten das Zentrum der Regierung von Präsident Gabriel Boric. Die Parteien bildeten  eine Koalition mit Apruebo Dignidad und kamen am 11. März 2022 an die Regierung.

## Zusammensetzung
| Partei                | spanisch                  | Ideologie                                   | Vorsitzender        |
| --------------------- | ------------------------- | ------------------------------------------- | ------------------- |
| Liberale Partei       | Partido Liberal           | Sozialliberalismus                          | Patricio Morales    |
| Neuer Deal            | Nuevo Traito              | Progressivismus                             | Pablo Vidal         |
| Partei für Demokratie | Partido por la Democrácia | Sozialdemokratie Dritter Weg                | Natalja Piergentili |
| Radikale Partei       | Partido Radical           | Radikalismus Sozialliberalismus             | Alberto Robles      |
| Sozialistische Partei | Partido Socialista        | Sozialdemokratie Demokratischer Sozialismus | Álvaro Elizalde     |